# 卡莉達·齊亞
卡莉达·齐亚夫人（發音：[bɛɡəm kʰaled̪a dʒija]；1945年8月15日—），孟加拉国前總理，孟加拉国反对党民族主義黨領袖。1991年至1996年間首次出任总理，2001年至2006年再次出任總理，與人民聯盟領袖谢赫·哈西娜由1991年至2024年一直控制孟加拉政壇。她是孟加拉国第一位女总理、穆斯林国家的第二位女政府首脑（第一位是巴基斯坦的贝娜齐尔·布托），是已故前總統齊亞·拉赫曼的遺孀。

## 簡介
2018年2月，齊亞因挪用孤兒院捐款而被判有罪，入獄5年，變相無法參與同年大選。她所屬的政黨指判決是政治迫害。
2024年8月5日，在全國範圍的抗議浪潮導致總理哈西娜逃往印度後，孟加拉國總統穆罕默德·謝哈布丁發布了釋放齊亞的命令。

## 评价
- 中华人民共和国总理朱镕基在同孟加拉国总理齐亚的一次会谈中，称呼其为“中国人民的老朋友”[2]。

- 在《福布斯》杂志的福布斯女性权力榜（英语：Forbes list of The World's 100 Most Powerful Women）中，齐亚在2004年排在第14位，2005年排在第29位，2006年排在第33位[3]。